# Cratyna contracta
Cratyna contracta är en tvåvingeart som beskrevs av Werner Mohrig och Roschmann 1996. Cratyna contracta ingår i släktet Cratyna och familjen sorgmyggor.
Artens utbredningsområde är Grekland. Arten är reproducerande i Sverige. Inga underarter finns listade i Catalogue of Life.